# Дюфурне, Юна
Юна Дюфурне (фр. Youna Dufournet, родилась 19 октября 1993 года в Сомюре) — французская гимнастка, бронзовый призёр чемпионата мира 2009 и серебряный призёр чемпионата Европы 2010 годов. Специализируется в выступлениях на разновысоких брусьях и опорном прыжке. Выступает за команду «Лусьоль де Лион».

## Биография
Юна начала заниматься гимнастикой в очень раннем возрасте: когда ей было полтора года, родители устроили её в гимнастическую секцию для маленьких детей спортивного клуба «Авуан / Бомон». Благодаря своим талантам Юна уже в 6 лет стала участвовать в спортивных соревнованиях для детей, одержав множество побед. В юношескую сборную Франции она вошла в 2006 году, в возрасте 13 лет.
В 2008 году она одержала свою первую международную победу на чемпионате Европы среди юниоров, выиграв соревнования в опорном прыжке и на разновысоких брусьях, а в командных соревнованиях и вольных упражнениях она завоевала «серебро». На Средиземноморских играх она завоевала пять из восьми медалей Франции в гимнастике, из них четыре золотые и одна серебряная (в вольных упражнениях).
На чемпионате мира 2009 года она заняла 5-е место в многоборье, взяв также бронзовую награду в опорном прыжке. Через год ей покорилась серебряная медаль в том же виде соревнований на чемпионате Европы 2010 года. В том же году она получила тяжёлую травму колена во время соревнований на разновысоких брусьях в рамках чемпионата Франции и вынуждена была пропустить много времени.
Весной 2011 года после реабилитации Юна поступила в Национальный институт спорта, экспертизы и выступлений (Париж). В мае 2011 года приняла участие в чемпионате Франции, заняв 2-е место в командных соревнованиях. В октябре выступила на чемпионате мира в Токио, приняв участие в вольных упражнениях и выступлениях на разновысоких брусьях (8-е место). После чемпионата мира перешла в команду «Лусьоль де Лион».
В январе 2012 года в составе сборной Франции Юна сумела квалифицироваться на Олимпийские игры 2012 года, успешно выступив как в команде, так и на разновысоких брусьях (2-е место). В мае 2012 года она заняла 5-е место в многоборье на чемпионате Европы в Брюсселе. Приняла участие также в вольных упражнениях и на брусьях, но на своём коронном снаряде выступила очень плохо, заняв 8-е (последнее место) в финальной части. В вольных она стала 5-й.
В июне 2012 года в Нанте Юна выиграла чемпионат Франции на брусьях, а также завоевала бронзу в вольных, что давало ей хорошие шансы на успешное участие в Олимпиаде. На играх Юна считалась одной из главных претенденток на медали в выступлениях на брусьях, однако сенсационно не попала в финал. Тем не менее, сама гимнастка рассчитывает принять участие в играх в Рио-де-Жанейро.

## Достижения

### Чемпионаты мира

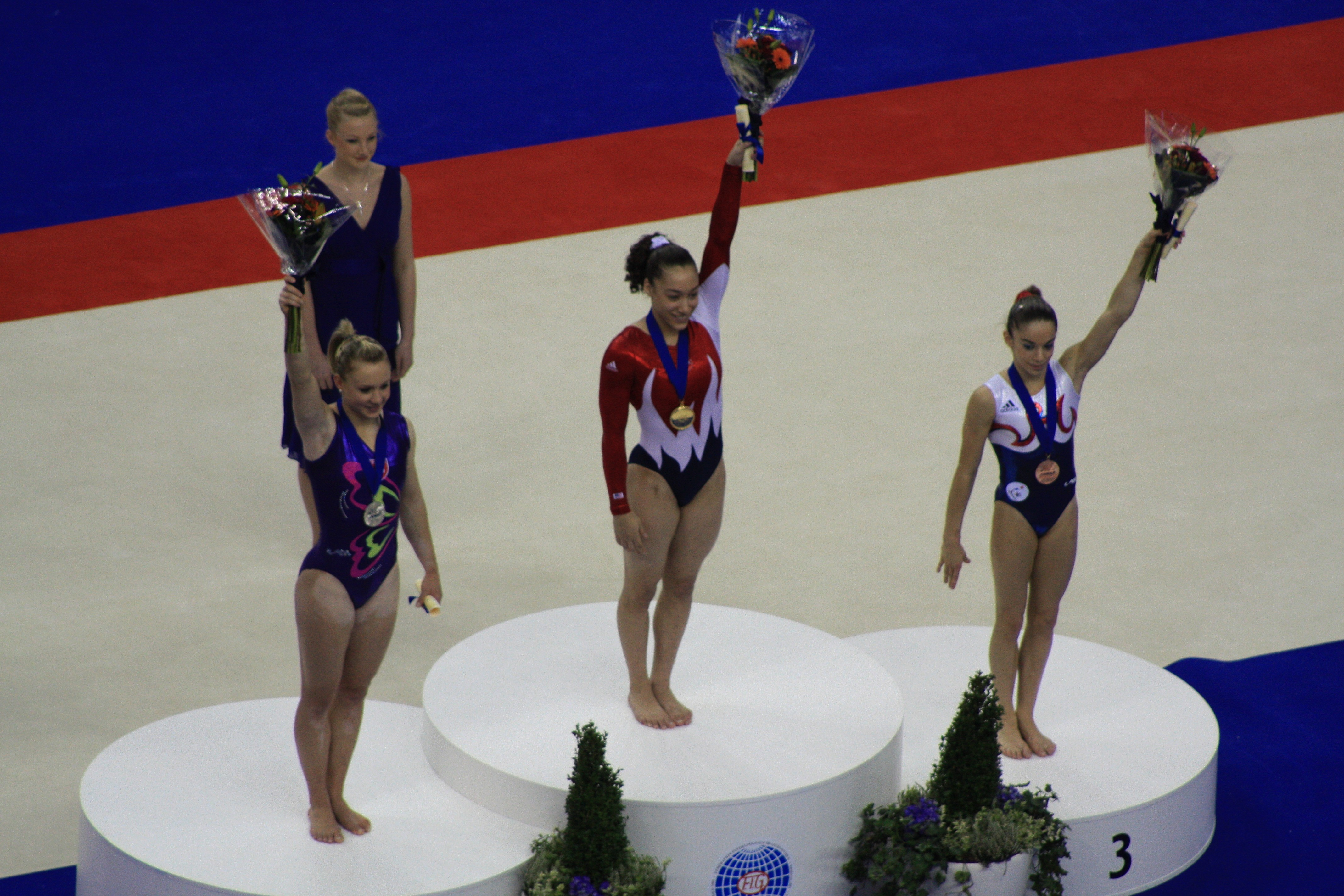
Юна Дюфурне (справа) на церемонии награждения призёров чемпионата мира 2009 года (опорный прыжок)

- Лондон 2009
  - 5-е место в многоборье
  -  Бронзовый призёр в опорном прыжке
- Токио 2011
  - 8-е место на разновысоких брусьях
  - 10-е место в командных соревнованиях

### Чемпионаты Европы
- Клермон-Ферран 2008 (юниоры)
  -  Чемпионка в опорном прыжке
  -  Чемпионка на разновысоких брусьях
  -  Серебряный призёр в командных соревнованиях
  -  Серебряный призёр в вольных упражнениях
  -  Бронзовый призёр в многоборье
  - 5-е место на бревне
- Милан 2009
  - 4-е место на разновысоких брусьях
  - 19-е место в многоборье
- Бирмингем 2010
  -  Серебряный призёр в опорном прыжке
  - 4-е место в командных соревнованиях
  - 6-е место на разновысоких брусьях
- Брюссель 2012
  - 5-е место в командных соревнованиях
  - 5-е место в вольных упражнениях
  - 8-е место на разновысоких брусьях

### Кубки мира

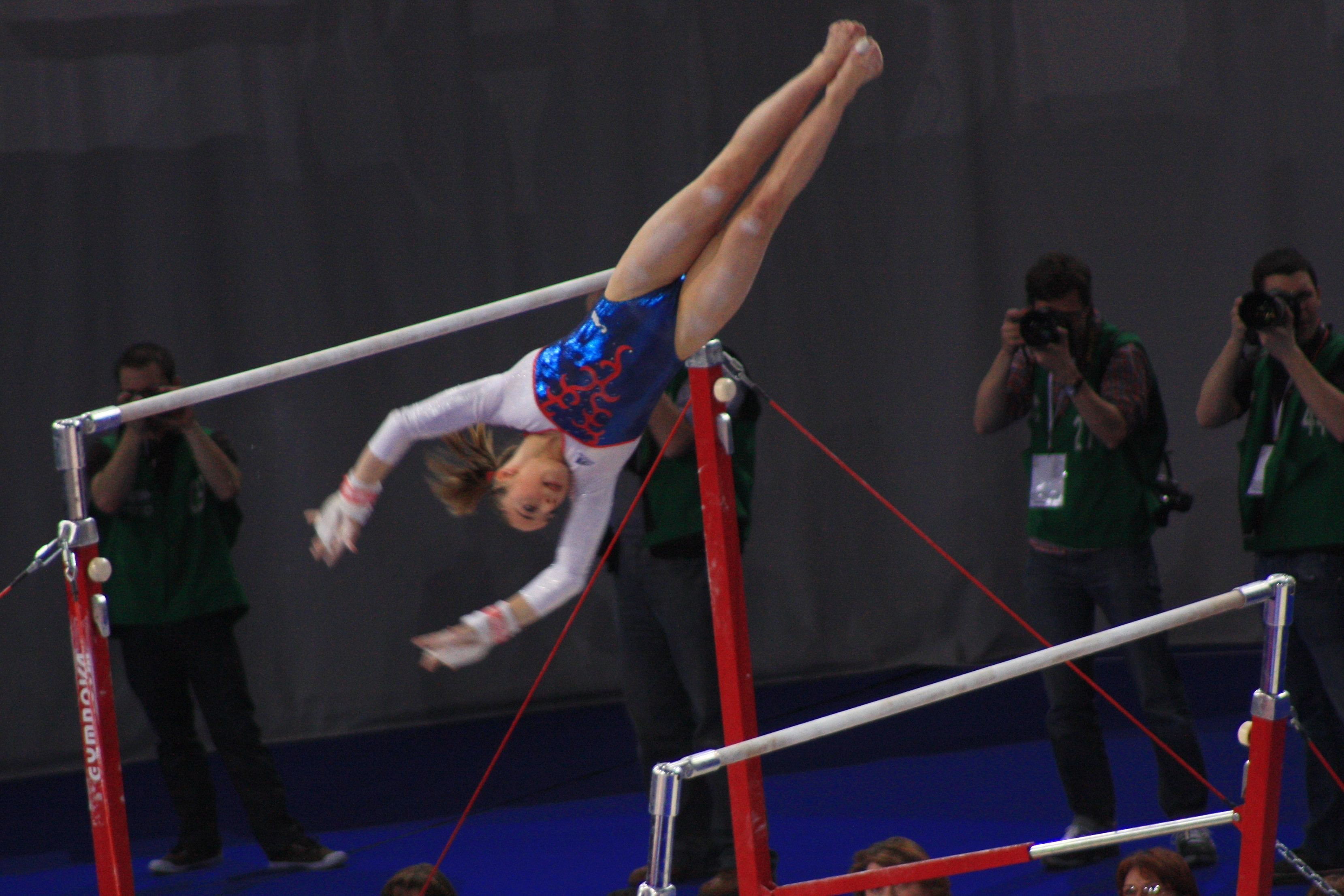
Юна Дюфурне на Кубке мира 2010 года

- Париж-Берси 2010
  -  Чемпионка в опорном прыжке
  -  Бронзовый призёр на разновысоких брусьях

### Средиземноморские игры
- Пескара 2009
  -  Чемпионка в многоборье
  -  Чемпионка в командных соревнованиях
  -  Чемпионка в опорном прыжке
  -  Чемпионка на разновысоких брусьях
  -  Серебряный призёр в вольных упражнениях
  - 5-е место в вольных упражнениях

### Соревнования Франции
- 5-кратная чемпионка Франции
- 3-кратная обладательница Кубка Франции

### Олимпийские игры
- Лондон 2012
  - 11-е место в командных соревнованиях